# Levi Eshkol
Levi Eshkol Shkolnik, em hebraico:  לוי אשכול, (Oratov, 25 de Outubro de 1895 – Jerusalém, 26 de Fevereiro de 1969) foi o terceiro primeiro-ministro de Israel, desde 1963 até à sua morte de ataque de coração em 1969.
Levi Eshkol nasceu numa pequena vila perto de Kiev, na Ucrânia. A mãe de Levi tinha uma simpatia pelo hassidismo (observação rigorosa das regras religiosas do judaísmo ortodoxo), e o seu pai era mais inclinado para o Mitnagdim (o movimento de oposição ao hassidismo). Em resultado, a educação de Eshkol foi normal. Em 1914, Levi partiu para a Palestina, então uma parte do Império Otomano. Chegado ali, em breve se ofereceu como voluntário para a Legião Judaica.
Eshkol foi eleito para o Knesset pela primeira vez em 1951 como membro do partido Mapai. Em 1963 foi eleito primeiro-ministro, sucedendo a David Ben-Gurion. Como primeiro-ministro, Eshkol trabalhou para o melhoramento das relações externas, estabelecendo o contacto diplomático com a República Federal Alemã em 1965. Estabeleceu também laços culturais com a União Soviética, o que permitiu que alguns judeus soviéticos pudessem emigrar para Israel.
Desempenhou um papel de relevo na Guerra dos Seis Dias de Junho de 1967. Durante esta crise, Eshkol estabeleceu um Governo de Unidade Nacional, com a liderança militar sob o comando de Moshe Dayan. De volta à acção governativa civil, Eshkol destacou-se pela implementação do plano nacional de canalização [es].